# 寄附行為
寄附行為（きふこうい）とは、財団である職業訓練法人、財団である医療法人、学校法人及び私立学校法64条4項に基づく法人（準学校法人）において、
1. 法人である財団（財団法人）の設立者がその設立を目的として作成した、その財団法人の根本規則、又はそれを記載した文書・書面のこと。
2. 法人である財団を設立する行為そのもの。

## 財団法人制度改正前の定義
民法総則の規定に基づいて設立されていた、公益法人制度改革以前の財団法人、そして改革後に経過措置で存続していた特例財団法人についても、「寄附行為」という語が用いられていた。

### 財団法人の寄附行為
財団法人の場合は、次に掲げる事項を定めなければならない（旧民法39条・37条1～5号）。
1. 目的
2. 名称
3. 事務所の所在地
4. 資産に関する規定
5. 理事の任免に関する規定

## 財団法人制度改正後の考え方
2008年12月の社団法人および財団法人の一般法にあたる一般社団・財団法人法の施行により、一般社団法人と一般財団法人においては、
1. の意味（根本規則）については、現在は、社団法人と同じ「定款」と言う（一般社団・財団法人法152条）
2. の意味（設立行為）については、現在は、「財産の拠出」と言う（一般社団・財団法人法157条）

## 語源
「寄附行為」の字面から、「定款」に相当する団体の基本規則であることを読み取ることは困難であり、法律を学んでいない者にとって難解な法律用語の一つであるとする見方もある。その語源についても諸説あるが、明治維新の時代に外国語の法律を翻訳する際に「誤訳をも亦妨げず」速訳でつくられた造語であるとする説、その中でもドイツ語「Stiftungsgeschäft」を「Stiftung」（寄附、設立）や「Geschäft」（行為、事業）から直訳・誤訳したとする説や、フランス語「acte」の直訳・誤訳であるとする説がある。